# Saint-Gobain
Saint-Gobain je francuska tvrtka specijalizirana za proizvodnju, transformaciju i distribuciju materijala.
Tvrtku je osnovala Jean-Baptiste Colbert (1619. – 1663.) 1665. godine pod nazivom Manufacture royale des glaces, tvrtka je prisutna u šezdeset i osam zemalja, a 2019. zapošljava gotovo 171.000 ljudi. Od 2019. godine sjedište tvrtke nalazi se u La Défenseu, Tour Saint-Gobain, u općini Courbevoie.

## Vanjske poveznice
- Saint-Gobain Group  Arhivirana inačica izvorne stranice od 15. lipnja 2012. (Wayback Machine)